# Park Narodowy Pico Basilé
Artykuł ten został zgłoszony do umieszczenia na stronie głównej w rubryce „Czy wiesz”.
Pomóż nam go sprawdzić: oceń zgłoszoną nominację.
Park Narodowy Pico Basilé (hiszp. Parque nacional del Pico Basilé, fr. Parc national de Pico Basilé, port. Parque Nacional do Pico Basilé) – park narodowy o powierzchni ok. 300 km² utworzony w 2000 roku, znajdujący się w północno-środkowej części wyspy Bioko, ok. 41 km od stolicy Gwinei Równikowej, miasta Malabo.

## Charakterystyka
Park Narodowy Pico Basilé został założony w 2000 roku i obejmuje obszar o powierzchni 300 km² (według niektórych źródeł 330 km²) w kształcie owalu o osi długiej liczącej ok. 25 km i rozciągającej się z południowego zachodu na północny wschód oraz osi krótkiej o długości ok. 10 km zorientowanej z południowego wschodu na północny zachód. Granicę parku narodowego wyznacza poziomica 800 m n.p.m. Na terenie parku znajduje się najwyższy szczyt kraju, wulkan Pico Basilé (dawniej Pico de Santa Isabel) o wysokości 3008 lub 3011 m n.p.m.
Na terenie parku narodowego nie ma osad ludzkich. Na niewielką skalę prowadzona jest uprawa pochrzynu (Dioscorea sp.), żółtosoczy strzałkowatej (Xanthosoma violaceum) i bananów (Musa sp.). Na górę Pico Basilé prowadzi szlak o długości ok. 25 km, a na jej szczycie znajduje się wieża telewizyjna. Do głównych zagrożeń dla ekosystemu obszaru chronionego zalicza się kłusownictwo, nielegalną wycinkę drzew oraz zmiany klimatu.

### Klimat
Teren parku narodowego znajduje się w strefie klimatu równikowego o średniej miesięcznej temperaturze powietrza wynoszącej 24–27 °C. Dość wyraźnie zaznacza się jednak piętrowość klimatyczna; wraz ze wzrostem wysokości temperatura maleje, a nocami na szczycie masywu Pico Basilé zdarzają się nawet przymrozki. Opady deszczu są obfite, dzięki czemu obszar parku przecinają liczne strumienie i rzeki tworzące głębokie wąwozy. W ciągu roku występują dwie pory deszczowe, które trwają od marca do czerwca i od września do listopada.

### Roślinność i flora

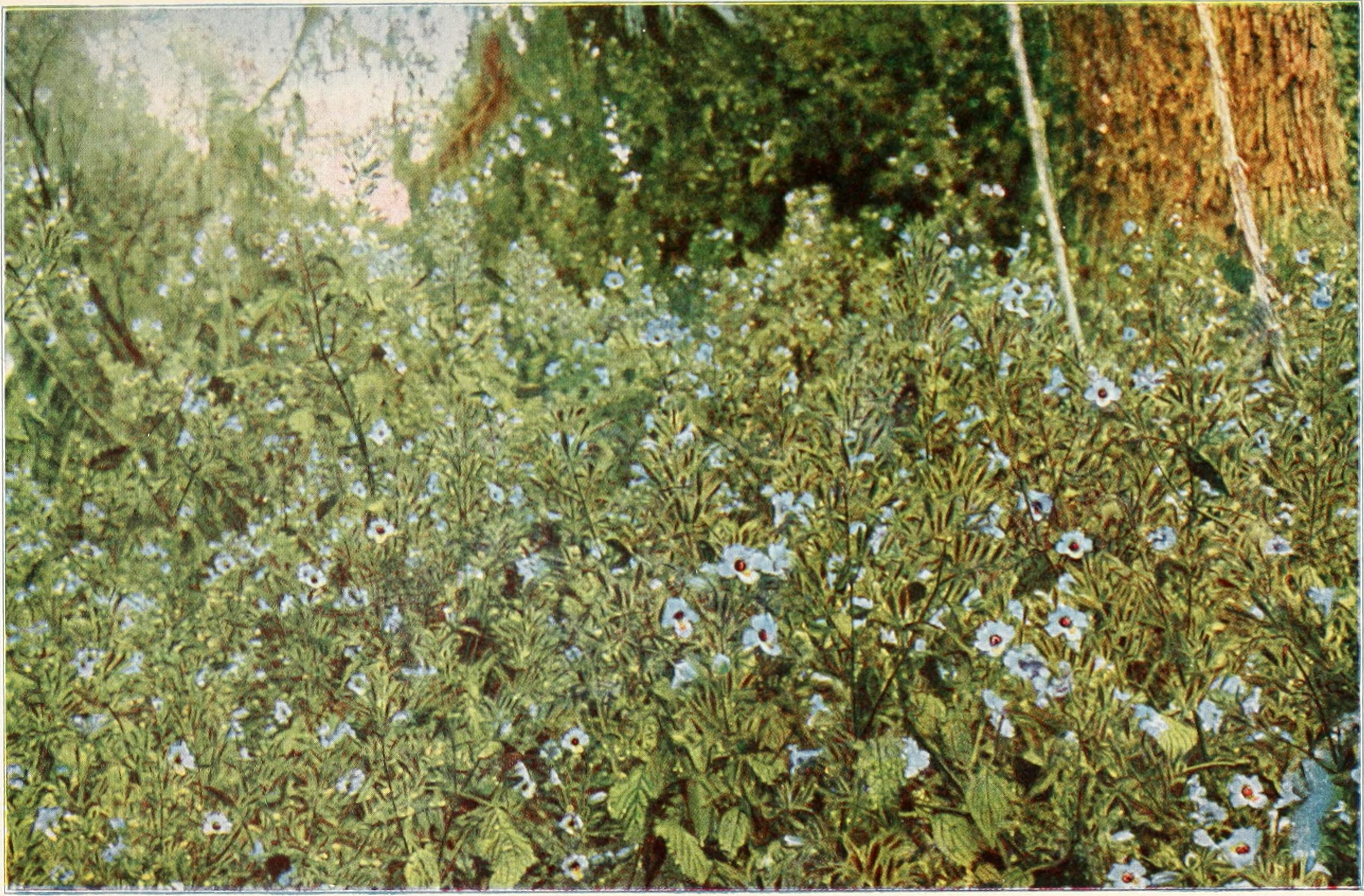
Mimulopsis solmsii rosnący na terenie parku (1913)

Park narodowy charakteryzuje się dużą różnorodnością biologiczną, zarówno pod względem flory, jak i fauny. Główną formacją roślinną jest wilgotny las równikowy, na położonych wyżej terenach występują tropikalne wilgotne lasy górskie, natomiast powyżej 3000 m n.p.m. rośnie flora subalpejska.
Wilgotny las równikowy pierwotnie porastał całą wyspę Bioko, został on jednak częściowo wykarczowany pod uprawę kakaowców i współcześnie zajmuje niewielkie połacie terenu. Na terenie parku narodowego formacja ta zachowała się w dobrym stanie, a dominującymi gatunkami roślin są Pycnanthus angolensis, Staudtia gabonensis, Sarcocephalus esculentus oraz różne gatunki figowców (Ficus), a także introdukowana w wyniku działalności człowieka Musanga cicropioides.
W wilgotnych lasach na wyżej położonych terenach rosną skarłowaciałe drzewa należące do gatunków takich jak Polyscias fulva, Schefflera mannii, Schefflera barteri, czy Schefflera hierniana oraz liczne mchy i porosty (np. brodaczka Usnea articulata). Na murawach powyżej 2000 m n.p.m. rosną m.in. Mimulopsis solmsii, Hypericum lanceolatum, Crassocephalum mannii oraz Agarista salicifolia.

### Fauna

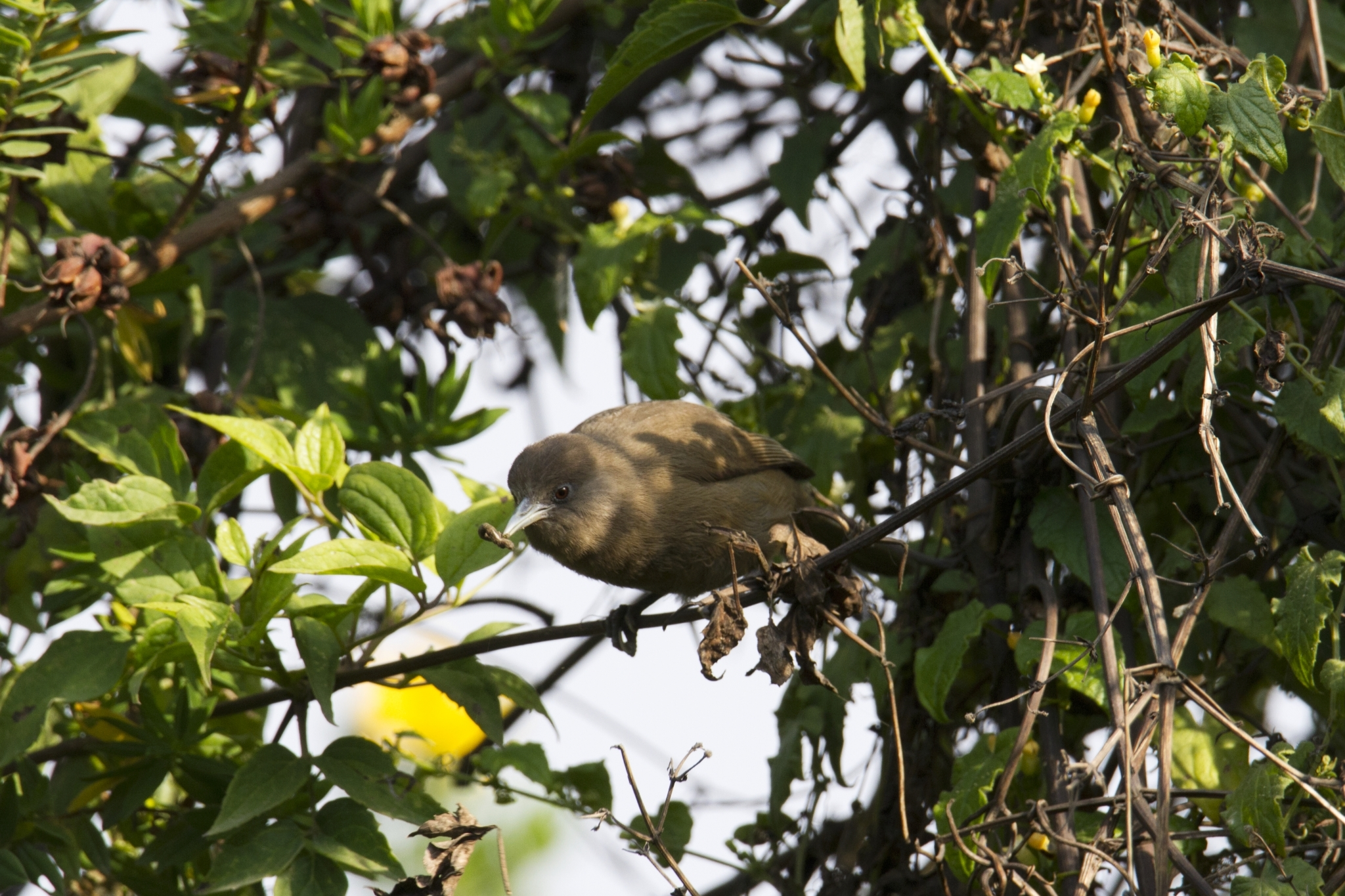
Szlarnik brunatny na wyspie Bioko (2020)

Obszar Parku Narodowego Pico Basilé charakteryzuje się również bogatą fauną. Występują tu gatunki ssaków naczelnych z rodziny koczkodanowatych, m.in. zagrożone wyginięciem – koczkodan stokowy (Allochrocebus preussi insularis), mandryl równikowy (Mandrillus leucophaeus poensis) i gerezanka ruda (Piliocolobus badius) oraz narażone na wyginięcie – koczkodan czerwonouchy (Cercopithecus erythrotis erythrotis) oraz gereza czarna (Colobus satanas). Żyje tu również kilka gatunków antylop, m.in. dujker zatokowy (Cephalophus ogilbyi) oraz endemiczne dla wyspy Bioko gatunki gadów i ryb.
Teren parku narodowego stanowi ostoję ptaków IBA organizacji BirdLife International. Występuje tu co najmniej 70 gatunków ptaków, w tym endemiczny dla wyspy szlarnik brunatny (Speirops brunneus), a także obrożniczka kusa (Nesocharis shelleyi), ostrosterek (Urolais epichlorus), świstunka czarnołbista (Phylloscopus herberti), białosterka (Poliolais lopezi), górobilbil gwinejski (Arizelocichla tephrolaema), gołąb kameruński (Columba sjostedti), jasnobrzuch górski (Phyllastrephus poensis), żałobniczka górska (Psalidoprocne fuliginosa), nektarnik ubogi (Cyanomitra oritis) i nektarnik kameruński (Cinnyris ursulae).

Przedstawiciele gatunków występujących w Parku Narodowym Pico Basilé
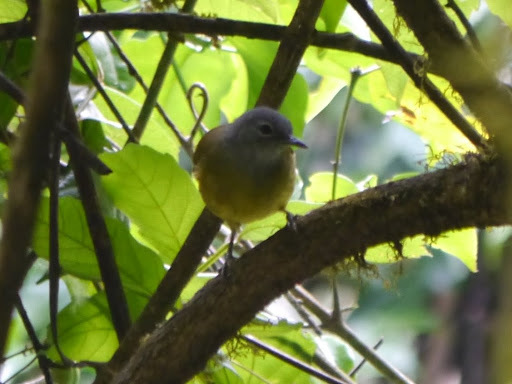
Górobilbil gwinejski(inne języki) (2012)
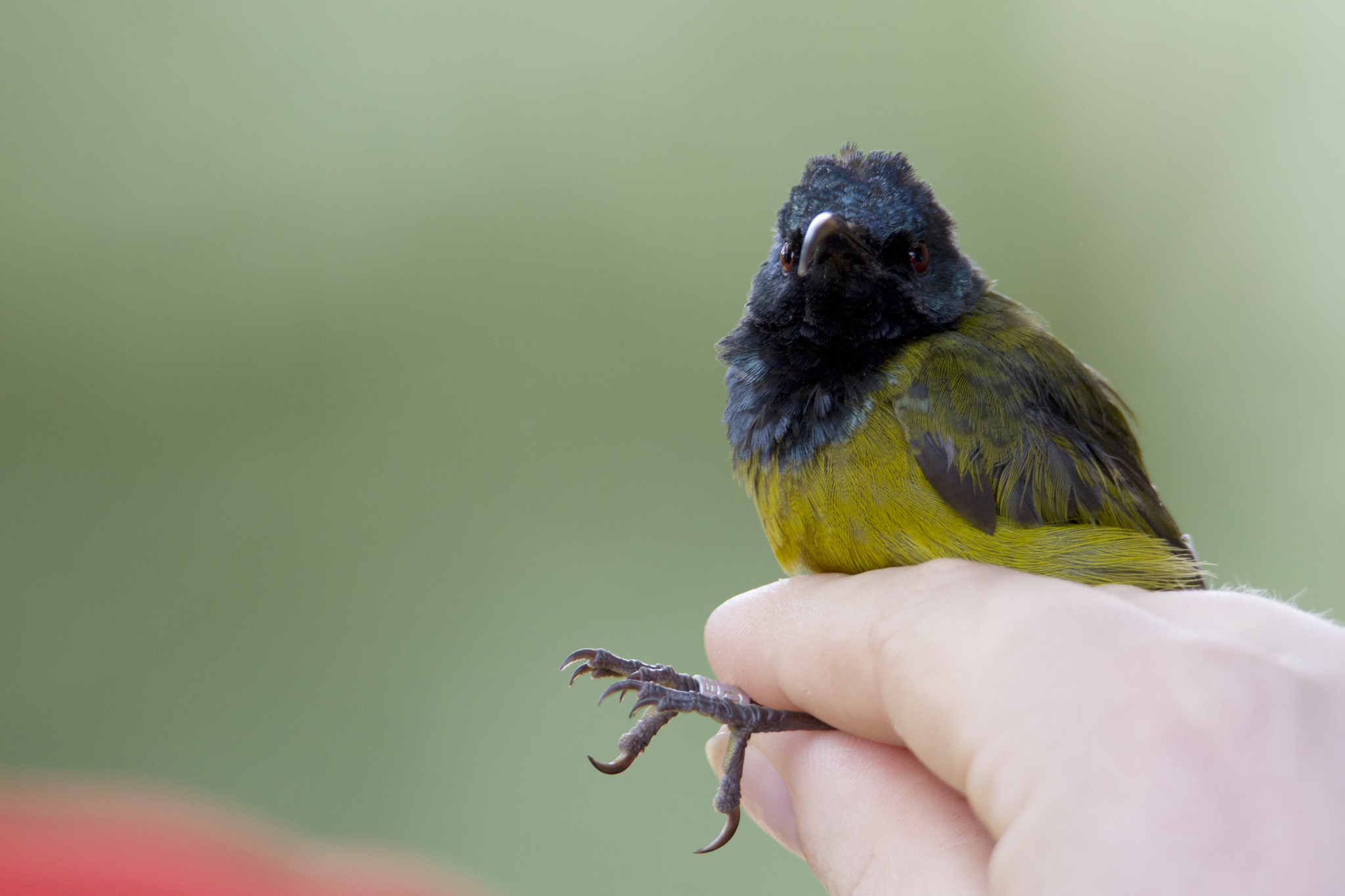
Nektarnik ubogi(inne języki) (2018)
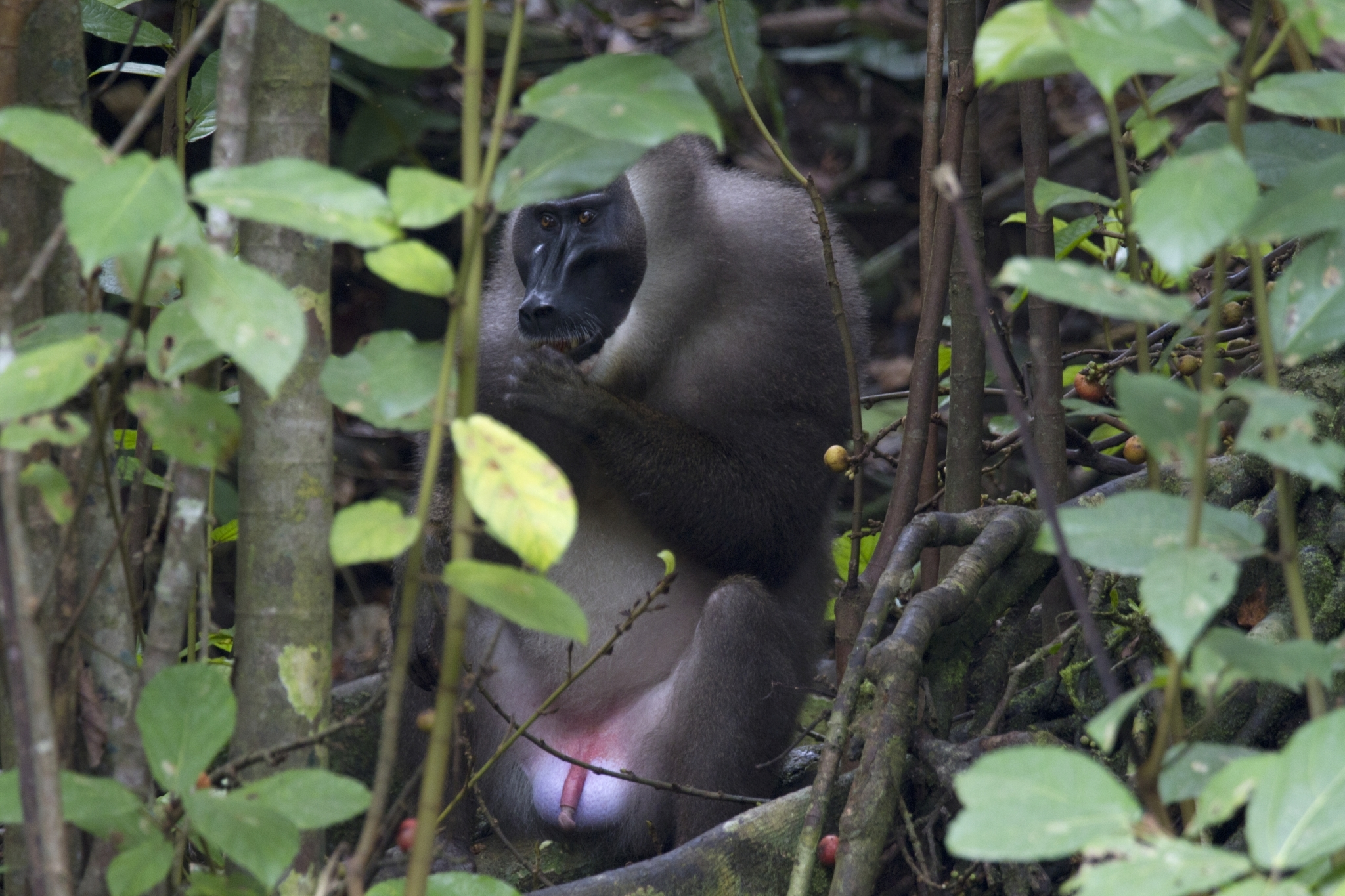
Mandryl równikowy (2019)
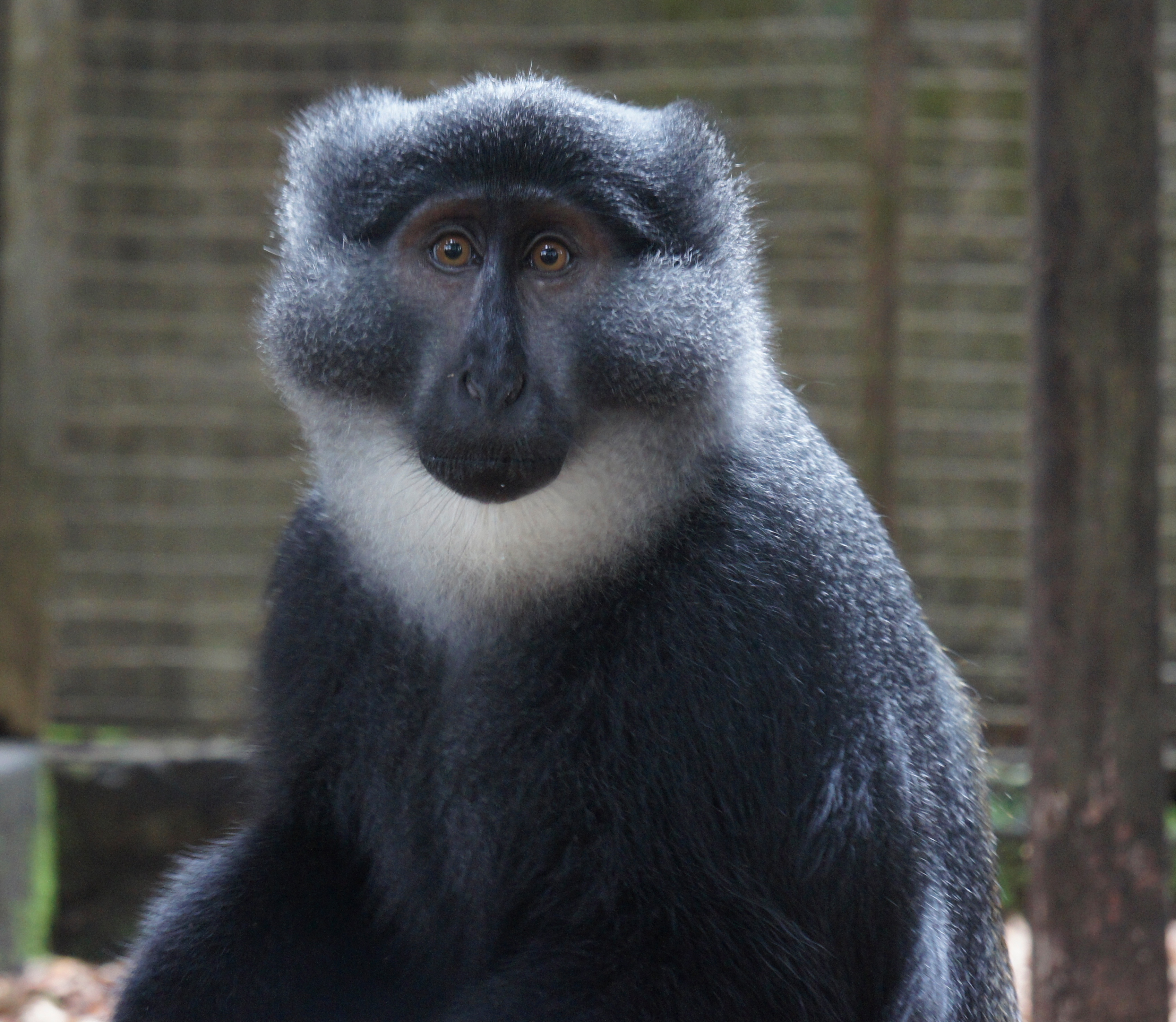
Koczkodan stokowy(inne języki) (2012)
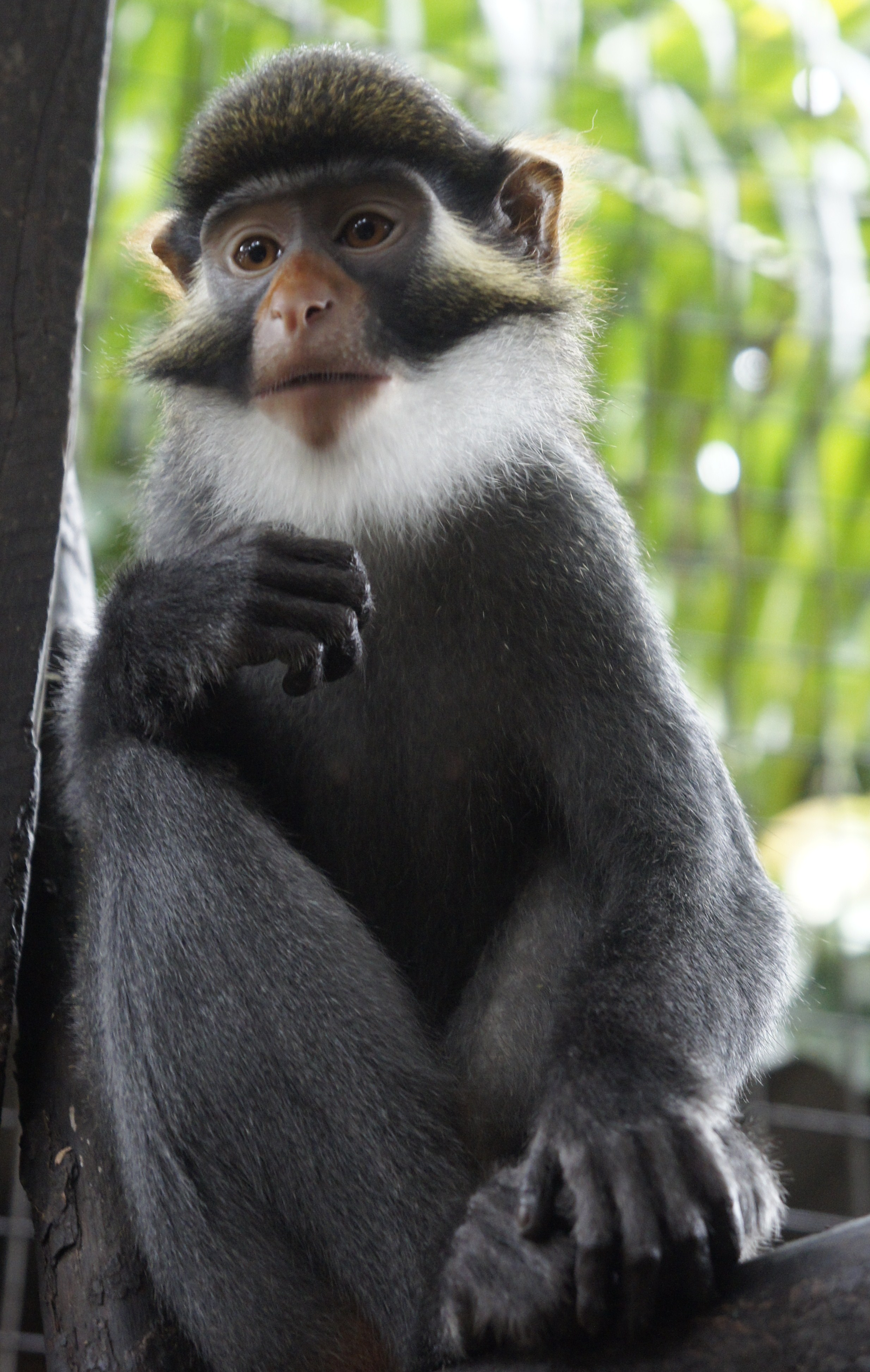
Koczkodan czerwonouchy (2012)